# Garnei
Garnei ist eine Ortslage im Salzachtal im Land Salzburg wie auch Ortschaft der Gemeinde Kuchl, im Bezirk Hallein (Tennengau).

## Geographie
Der Ort befindet sich knapp 5 Kilometer südöstlich von Hallein, gut 2½ Kilometer nordwestlich von Kuchl.
Garnei ist eine Ortslage rechtsufrig an der Salzach, südlich der Mündung der Taugl. Sie bildet eine Ortschaft der Gemeinde und umfasst die Rotte Seeleiten an der Tauglmündung, den Hauptort der Ortschaft, mit den Häusern Tauglmaut (der andere Teil des Orts liegt in Vigaun), die Rotte Jagermeier (das sind die ursprünglichen Häuser Garnei) und den Weiler Winkler südlich davon, sowie die Siedlung Speckleiten, und zieht sich dann am Salzachufer aufwärts bis kurz vor Moos. Insgesamt umfasst die Ortschaft über 250 Gebäude mit 950 Einwohnern (Stand 1. Jänner 2024).
| Gamp (Gem. Hallein) | Vigaun (Gem. Bad Vigaun)                    |                 |
| Salzach             | Kompassrose, die auf Nachbargemeinden zeigt | Unterlangenberg |
| Weißenbach          | Moos                                        | Jadorf          |

## Geschichte und Infrastruktur
Im 13. oder 14. Jahrhundert ist hier ein „guet auf der Gurney“ urkundlich, ca. 1334 ein „pellifex [Gerber] de Gurnei“, 1498 ein „Leonhard Seydl auf der Gurney“.
Es scheint sich also um einen Flurnamen zu handeln, vielleicht zu südslawisch gorn- ‚Berg-‘, vielleicht schon aus der Römerzeit tradiert.
Später ist die amtliche Schreibung Garney.
Bis in das 19. Jahrhundert war hier rein landwirtschaftlicher Raum, einzig geprägt von der auf die Tauglmaut zulaufenden Reichsstraße, der heutigen Salzachtal Straße (B159). Seeleiten, Jagermeier (im 19. Jh. Jagermahr wohl zu dialektal Moar), Winkler wie auch Speckleiten, die Kerne der heutigen Orte, waren einige der Gehöfte entlang oder nahe der Straße. Bis zum Zweiten Weltkrieg umfasste Garnei um die 35 Gebäude.
1873–1875 wurde hier die Giselabahn, die Linie Salzburg–Tirol der Westbahn, erbaut. Ein Haltepunkt wurde aber erst 2005 im Rahmen des Aufbaues der S-Bahn Salzburg errichtet, die Haltestelle Kuchl Garnei in Seeleiten.
1968 wurde dann die Tauernautobahn (heutige A10) eröffnet, vorerst nur bis zum Halbanschluss Kuchl bei Speckleiten, 1972 wurde sie bis Golling weitergeführt, nachdem die Salzachbrücke südlich Speckleiten fertiggestellt worden war. Dabei verblieb dort auch ein Baggersee, der Speckeisee, heute als Badesee genutzt wird.
Daher ist die Ortslage heute durch den Verkehr geprägt. Es entstanden zunehmend Firmenniederlassungen, darunter das Betonwerk an der Taugl.